# Liste der Baudenkmale im Landkreis Diepholz
Die Liste der Baudenkmale im Landkreis Diepholz enthält die nach dem Niedersächsischen Denkmalschutzgesetz geschützten Baudenkmale im niedersächsischen Landkreis Diepholz. 
Der Übersicht und Länge halber ist die Liste nach den Städten und Gemeinden des Landkreises separiert. Diese Einteilung findet sich in der folgenden Tabelle, in der zu jedem Eintrag, soweit möglich, ein exemplarisches Foto eines Baudenkmals aus der jeweiligen Stadt oder Gemeinde zu finden ist.
| Bild | Stadt/Gemeinde           | Karte | Liste                                                  | Ortsteile                        |
| ---- | ------------------------ | ----- | ------------------------------------------------------ | -------------------------------- |
|      | Affinghausen             |       | Liste der Baudenkmale in Affinghausen                  |                                  |
|      | Asendorf                 |       | Liste der Baudenkmale in Asendorf (Landkreis Diepholz) |                                  |
|      | Bahrenborstel            |       | Liste der Baudenkmale in Bahrenborstel                 |                                  |
|      | Barenburg                |       | Liste der Baudenkmale in Barenburg                     |                                  |
|      | Barnstorf                |       | Liste der Baudenkmale in Barnstorf                     |                                  |
|      | Barver                   |       | Liste der Baudenkmale in Barver                        |                                  |
|      | Bassum                   |       | Liste der Baudenkmale in Bassum                        |                                  |
|      | Borstel                  |       | Liste der Baudenkmale in Borstel (Landkreis Diepholz)  |                                  |
|      | Brockum                  |       | Liste der Baudenkmale in Brockum                       |                                  |
|      | Bruchhausen-Vilsen       |       | Liste der Baudenkmale in Bruchhausen-Vilsen            | Liste der Baudenkmale in Süstedt |
|      | Dickel                   |       | Liste der Baudenkmale in Dickel                        |                                  |
|      | Diepholz                 |       | Liste der Baudenkmale in Diepholz                      |                                  |
|      | Drebber                  |       | Liste der Baudenkmale in Drebber                       |                                  |
|      | Drentwede                |       | Liste der Baudenkmale in Drentwede                     |                                  |
|      | Ehrenburg                |       | Liste der Baudenkmale in Ehrenburg (Niedersachsen)     |                                  |
|      | Eydelstedt               |       | Liste der Baudenkmale in Eydelstedt                    |                                  |
|      | Freistatt                |       | Liste der Baudenkmale in Freistatt                     |                                  |
|      | Hemsloh                  |       | Liste der Baudenkmale in Hemsloh                       |                                  |
|      | Hüde                     |       | Liste der Baudenkmale in Hüde                          |                                  |
|      | Kirchdorf (bei Sulingen) |       | Liste der Baudenkmale in Kirchdorf (bei Sulingen)      |                                  |
|      | Lembruch                 |       | Liste der Baudenkmale in Lembruch                      |                                  |
|      | Lemförde                 |       | Liste der Baudenkmale in Lemförde                      |                                  |
|      | Maasen                   |       | Liste der Baudenkmale in Maasen                        |                                  |
|      | Marl                     |       | Liste der Baudenkmale in Marl (Dümmer)                 |                                  |
|      | Martfeld                 |       | Liste der Baudenkmale in Martfeld                      |                                  |
|      | Mellinghausen            |       | Liste der Baudenkmale in Mellinghausen                 |                                  |
|      | Neuenkirchen             |       | Liste der Baudenkmale in Neuenkirchen (bei Bassum)     |                                  |
|      | Quernheim                |       | Liste der Baudenkmale in Quernheim                     |                                  |
|      | Rehden                   |       | Liste der Baudenkmale in Rehden                        |                                  |
|      | Scholen                  |       | Liste der Baudenkmale in Scholen                       |                                  |
|      | Schwaförden              |       | Liste der Baudenkmale in Schwaförden                   |                                  |
|      | Schwarme                 |       | Liste der Baudenkmale in Schwarme                      |                                  |
|      | Siedenburg               |       | Liste der Baudenkmale in Siedenburg                    |                                  |
|      | Staffhorst               |       | Liste der Baudenkmale in Staffhorst                    |                                  |
|      | Stemshorn                |       | Liste der Baudenkmale in Stemshorn                     |                                  |
|      | Stuhr                    |       | Liste der Baudenkmale in Stuhr                         |                                  |
|      | Sudwalde                 |       | Liste der Baudenkmale in Sudwalde                      |                                  |
|      | Sulingen                 |       | Liste der Baudenkmale in Sulingen                      |                                  |
|      | Syke                     |       | Liste der Baudenkmale in Syke                          |                                  |
|      | Twistringen              |       | Liste der Baudenkmale in Twistringen                   |                                  |
|      | Varrel                   |       | Liste der Baudenkmale in Varrel                        |                                  |
|      | Wagenfeld                |       | Liste der Baudenkmale in Wagenfeld                     |                                  |
|      | Wehrbleck                |       | Liste der Baudenkmale in Wehrbleck                     |                                  |
|      | Wetschen                 |       | Liste der Baudenkmale in Wetschen                      |                                  |
|      | Weyhe                    |       | Liste der Baudenkmale in Weyhe                         |                                  |